# Jonesville (Michigan)
Jonesville – miasto w Stanach Zjednoczonych, w stanie Michigan, w hrabstwie Hillsdale.